# Mark Felt
Pour les articles homonymes, voir Gorge profonde.
William Mark Felt (né le 17 août 1913 à Twin Falls dans l’Idaho et mort le 18 décembre 2008 à Santa Rosa en Californie) est un agent du FBI, devenu directeur adjoint (numéro deux) de cette agence à la fin des années 1960. 
En 2005, il a révélé qu’il était la source des deux journalistes du Washington Post qui furent à l’origine de l’affaire du Watergate, qui a conduit à la démission du président des États-Unis Richard Nixon, en 1974. Cette source n’était jusqu’alors connue que sous le surnom de Gorge profonde (« Deep Throat » en anglais).

## Biographie
Diplômé (BA) en histoire et sciences politiques de l'université de l'Idaho en 1931, il s'installe à Washington et travaille pour un sénateur. Diplômé en 1940 de la faculté de droit de l'université George-Washington, il est admis au barreau du district de Columbia en 1941. 
Agent entré au FBI en 1942, il est affecté à des missions d’espionnage pendant la Seconde Guerre mondiale. 
Directeur adjoint et candidat à la succession de son mentor J. Edgar Hoover en mai 1972, il est écarté par Richard Nixon au profit de Patrick Gray, venu du département de la Justice.

### Watergate
Il devient l'informateur clandestin principal du Washington Post dans l'affaire du Watergate.  
Pendant la campagne électorale présidentielle américaine de 1972, des poseurs de micros sont pris en flagrant délit dans l'immeuble du Watergate à Washington, le siège du Parti démocrate. Felt participe au déclenchement de ce qui deviendra l'un des plus retentissants scandales politiques américains en révélant les dessous de l’affaire à Bob Woodward et Carl Bernstein, deux journalistes du Washington Post. 
Woodward révéla qu'il connaissait Felt depuis début 1970. Les deux hommes s'étaient alors rencontrés à la Maison-Blanche. Tandis qu’il patientait dans une salle de la West Wing (l'aile ouest), Felt qui était, à l'époque, chargé des enquêtes internes au FBI, croise par hasard Bob Woodward qui était lieutenant dans l'US Navy et était venu remettre des messages classifiés au Conseil de sécurité nationale. Ils engagèrent une conversation où Woodward sollicita quelques conseils de carrière auprès de Felt qui lui laissa son numéro de téléphone.
Felt aide secrètement Woodward à découvrir que c’est la Maison-Blanche et finalement Nixon lui-même, le président en exercice, issu du Parti Républicain, qui sont à l’origine de ces écoutes téléphoniques illégales. Ce scandale et la dénonciation des obstructions aux investigations du FBI qui ont suivi, également dénoncées par Felt et révélées par Woodward, ont conduit non sans difficulté à la mise au jour d’un système parallèle d’espionnage et de manipulations, établi en toute illégalité par l’administration Nixon en dehors des services officiels.
Le mode opératoire que Felt avait mis en place pour ses rendez-vous dans le parking souterrain d'un immeuble de bureaux de Rosslyn à Arlington était le suivant : si le journaliste voulait rencontrer Felt, il déplaçait un pot de fleurs sur son balcon. Si Felt voulait faire passer un message au Post, il s'arrangeait pour que le numéro de la page 20 du The New York Times, livré chaque matin chez Woodward soit entouré, et des aiguilles dessinées pour indiquer l'heure de la rencontre. Le reporter se rendait alors à Rosslyn en changeant de taxi pour éviter les filatures.  
L'enquête a finalement abouti à la démission du président Nixon en 1974 et à des peines de prison pour certains de ses collaborateurs. La source mystérieuse de Woodward était désignée sous le nom de « Gorge profonde » (allusion au titre du célèbre film pornographique sorti cette année-là).
En 1980, Felt fut condamné à une amende pour des infractions estimées contraires aux droits civils et conduites dans le cadre d’enquêtes contre la mafia, avant d’être gracié par le président Ronald Reagan.
Ce n’est qu’en mai 2005 que son identité est révélée par le magazine américain Vanity Fair, Felt, âgé de 91 ans, ayant décidé de révéler son rôle. L’information est confirmée quelques heures plus tard par le site Internet du Washington Post. Les deux journalistes et le rédacteur de l’époque, seuls à connaître l’identité de « Gorge profonde » s’étaient toujours refusés à révéler l’identité de leur informateur. Selon Vanity Fair, c’est sa famille qui aurait poussé Mark Felt à révéler publiquement qu’il était « Gorge profonde ».
Cependant, lors d'une conversation entre Nixon et son Chef de cabinet, H. R. Haldeman enregistrée le 19 octobre 1972 dans le Bureau ovale, le président américain avait déjà appris que Felt avait fait fuiter des informations à la presse, sans néanmoins mentionner pour autant explicitement le Post ou « Gorge profonde ». Le nom de Mark Felt figurait dans la liste des « suspects » les plus cités, avec Fred Fielding et David Sergent, deux anciens conseillers de Nixon, ou même George H. W. Bush, ancien président des États-Unis (1988-1992), qui était alors ambassadeur américain aux Nations unies.

### Réactions
À la suite de cette révélation, les réactions furent variées. Sa famille le présente comme un « héros national ». Gordon Liddy, qui fut déclaré coupable de cambriolage dans l’affaire du Watergate, déclara que Felt aurait dû aller le dire devant un grand jury plutôt que d’organiser ses fuites dans la presse. Pat Buchanan, ancien collaborateur de Nixon, a estimé que « Felt avait trahi son Président ». Pour Alexander Haig, ancien chef d’état-major de Nixon, « le départ de Nixon avait été une grande tragédie », ajoutant « Si vous travaillez pour un président, vous devez lui rester loyal. Si quelque chose ne vous plaît pas, vous démissionnez. » Charles Colson, conseiller juridique de la Maison-Blanche sous Nixon et qui fit de la prison pour ses actions à la présidence, déclara que Felt avait « trahi son serment de garder les secrets de la nation. » Un éditorial du Los Angeles Times répondit que cet argument était spécieux « comme s’il n’y avait aucune différence entre la stratégie nucléaire et des distributions d’argent pour que les cambrioleurs dont vous avez loué les services gardent le silence. ». D’autres s’étonnèrent de la différence de traitement par les médias entre Felt et d’autres lanceurs d’alerte.

### Motivations
Les raisons invoquées sur les motivations de Felt à l’époque de l’affaire du Watergate sont variées. Felt, dans ses mémoires, semble avoir agi essentiellement pour des raisons éthiques touchant à l’indépendance et à l’intégrité du FBI, dans l’intérêt supérieur de son pays. On a suggéré que Felt entretenait une rancune à l'égard de Nixon. En effet, un mois et demi avant l’intrusion dans l’immeuble du Watergate, Edgard Hoover, le mythique patron du FBI meurt d’une crise cardiaque à 77 ans. Felt qui, l’année précédente, avait été nommé directeur adjoint de l'agence fédérale semblait être ainsi le favori pour remplacer son défunt patron à qui il vouait une véritable vénération. Mais Nixon lui préfère Patrick Gray, avocat républicain qui lui est totalement dévoué. Celui-ci est donc chargé de reprendre en main le FBI au grand dam de Felt, qui y voit la fin de ses ambitions personnelles et une menace à l’intégrité de l'agence telle que l'avait conçue Hoover,.
Néanmoins Nixon ne se montrera pas rancunier. Lors du procès de Mark Felt pour perquisitions illégales, l’ancien président témoigna en sa faveur. 
Puis lorsque l’ancien dirigeant du FBI fut gracié par Ronald Reagan, Nixon lui envoya une bouteille de champagne accompagnée d’une note :  « La justice finit par l’emporter. Félicitations pour avoir continué à y adhérer et merci pour votre service à la nation. »

### Droits d’auteur
Des éditeurs furent intéressés pour publier un livre de Felt. Quelques semaines après l’article de Vanity fair, PublicAffairs Books, dont le président était rédacteur et reporter au Washington Post à l’époque du Watergate, annonça avoir signé un accord avec Felt. Le nouveau livre serait écrit sur la base de ses mémoires de 1979 remis à jour. Felt vendit les droits cinématographiques de l’histoire à Universal Pictures pour un développement par la société de production de Tom Hanks, Playtone. Les droits sur le livre et les films ont été évalués à 1 million de dollars. 
Ralph de Toledano, qui avait coécrit les mémoires de Felt en 1979, déclara que Mark Felt Junior l’avait approché en 2004 pour lui racheter sa part de droits sur le livre. Toledano accepta de le vendre mais ne fut jamais payé. Il essaya alors d’annuler l’accord, menaçant d’une action judiciaire. Il reçut le chèque de paiement quelques jours avant que l’article de Vanity Fair ne soit publié.
À l’été 2005, l’éditeur de longue date de Woodward a publié un livre de ce dernier sur ses contacts avec Felt, The Secret Man: The Story of Watergate’s Deep Throat.
Installé dans une maison de retraite en Californie, Felt est mort le 18 décembre 2008 à l’âge de 95 ans.

## Publication
- (en-US) Mark Felt et John O’Connor, A G-Man’s Life, PublicAffairs, New York, 2006.

### Cinéma et télévision
- 1976 : Les Hommes du président, interprété par Hal Holbrook
- 1993 : La Classe américaine, associé à l'acteur Slim Pickens[5]
- 1997 : Elvis Meets Nixon (téléfilm), interprété par Kevin McCarthy
- 2016 : Timeless (série télévisée) - 1 épisode, interprété par Tom Amandes
- 2017 : The Secret Man: Mark Felt (Mark Felt: The Man Who Brought Down the White House) de Peter Landesman, interprété par Liam Neeson